# Сазикін Микола Степанович
Сазикін Микола Степанович (1910–1985) — співробітник радянських органів державної безпеки, начальник 4-го Управління МВС СРСР і член Колегії МВС СРСР, генерал-лейтенант (1945, позбавлений звання в 1954). Депутат Верховної Ради СРСР I скликання (дообраний). Доктор технічних наук.

## Біографія
Народився в російській сім'ї селянина-середняка. Член ВЛКСМ в 1924–1939, член ВКП(б) з червня 1939, виключений в 1957. У 1927 закінчив 9 класів школи в місті Ленінськ Сталінградської губернії, з вересня 1928 працював викладачем школи 2-го ступеня в Ленінську.
В органах внутрішніх справ і державної безпеки з вересня 1930. Експедитор Сталінградського оперсектора ГПУ з вересня 1930 по січень 1932. З січня по вересень 1932 навчався у вечірній радянській партійній школі Інституту народного господарства ім. Плеханова, у вересні 1932 поступив в Плановий інститут у Москві. Після його закінчення в листопаді 1935 працював економістом ГУЛАГ НКВС, з лютого 1936 економістом Сталінградського крайового плана. З квітня 1936 знову в НКВС. Працював в УНКВС по Сталинградскому краю, з серпня 1937 в центральному апараті НКВС СРСР. Потім обіймав наступні керівні посади:
- Начальник секретаріату 2-го (секретно-політичного) відділу ГУДБ НКВС СРСР (26 грудня 1938 — 21 січня 1939);
- Заступник начальника секретаріату НКВС СРСР (21 січня — 17 серпня 1939);
- Начальник УНКВС Молотовської області (17 серпня 1939 — 7 серпня 1940);
- Народний комісар внутрішніх справ Молдавської РСР (7 серпня 1940 — 26 лютого 1941);
- Народний комісар державної безпеки Молдавської РСР (26 лютого — 18 липня 1941);
- Начальник ОВ НКВС по Південному фронту (19 липня — 30 вересня 1941);
- Начальник 3-го спецвідділу НКВС СРСР (25 жовтня 1941 — травня 1943);
- Заступник начальника 2-го Управління НКДБ СРСР (20 травня 1943 — 22 листопада 1944);
- Уповноважений НКВС — НКДБ СРСР по Естонії (22 листопада 1944 — 14 вересня 1945);
- Заступник начальника відділу «С» НКВС СРСР (27 вересня 1945 — 10 січня 1946);
- Заступник начальника відділу «С» НКДБ — МДБ СРСР (10 січня 1946 — 28 березня 1947);
- Заступник міністра державної безпеки Білоруської РСР (28 березня — 6 травня 1947).

З травня 1947 помічник заступника голови РМ СРСР Л. П. Берія, яким був по 12 березня 1953. Після смерті І. В. Сталіна повернувся на роботу в об'єднане МВС СРСР, займав посади:
- Начальник 4-го Управління МВС СРСР (12 березня — 16 липня 1953), член Колегії МВС СРСР.
- Начальник циклу спеціальних дисциплін Московської школи удосконалення керівного складу МВС СРСР (липень 1953 — березень 1954), начальник циклу спеціальних дисциплін Московської школи удосконалення керівного складу КДБ при РМ СРСР (березень — 20 листопада 1954).

Звільнений з КДБ з 20 листопада 1954 по фактам, що «дискредитують високе звання начальницького складу». Надалі працював у системі Міністерства середнього машинобудування СРСР. Помер в січні 1985.